# Rossitza Milevska
 (novembre 2018).
Rossitza Milevska (en bulgare Росица Милевска) est une musicienne, pianiste, harpiste, chanteuse et compositrice bulgare, vivant actuellement sur la Côte d'Azur, en France. Elle fait partie des rares harpistes qui jouent du jazz.

## Biographie

### Formation
Elle naît à Sofia, en Bulgarie, intègre à 6 ans l'École nationale de musique « Lubomir Pipkov » de la ville. 
Elle étudie avec Milka Miteva (en bulgare Mилка Mитева) et Malina Hristova. Elle en sort titulaire de deux diplômes d’État, en piano et harpe. Elle poursuit ses études à l'Académie nationale de musique de Sofia « Pantcho Vladiguerov ». Elle obtient un master de harpe, diplôme de niveau 7 d'après le cadre européen des certifications.
Rossitza Milevska part en France se former auprès de la harpiste Elizabeth Fontan-Binoche au conservatoire de musique et d'art dramatique d'Antibes, puis de Robert Persi au conservatoire à rayonnement régional de Nice. 
Attirée par les musiques actuelles amplifiées, elle se forme au piano jazz et à la harpe jazz. En 2011, elle devient  la première harpiste diplômée en harpe jazz d'un conservatoire français. Elle est également titulaire d'un diplôme d'État de professeure de musiques actuelles, délivré par l'Institut supérieur de la musique Europe et Méditerranée.

### Carrière
Elle est la harpe Solo de l'Orchestre mondial des Jeunesses musicales (en), avec des tournées de concert en Chine, en Espagne et en Allemagne.
À la sortie de son album As I Am, Serge Baudot, journaliste à Jazz Hot et Evasion Mag, dira d'elle :« Une étoile est née ! ».
Elle est programmée dans des festivals internationaux : l'European Harp Symposium à Cardiff, Sentmenat International Harp Festival ou, en France, le Nice Jazz Festival, Jazz à Toulon, Jazz in Segur, Jazz à Ramatuelle, Jazz à Presles.
Inspirée par les musiques de films ou génériques de séries télévisées, elle s'est approprié et a arrangé le thème de Game of Thrones, avec deux harpes différentes, une pédale de distorsion, en y ajoutant du chant et des percussions sur la harpe.
À l'automne 2018, Rossitza enregistre un nouvel album jazz, qui sort en 2019.

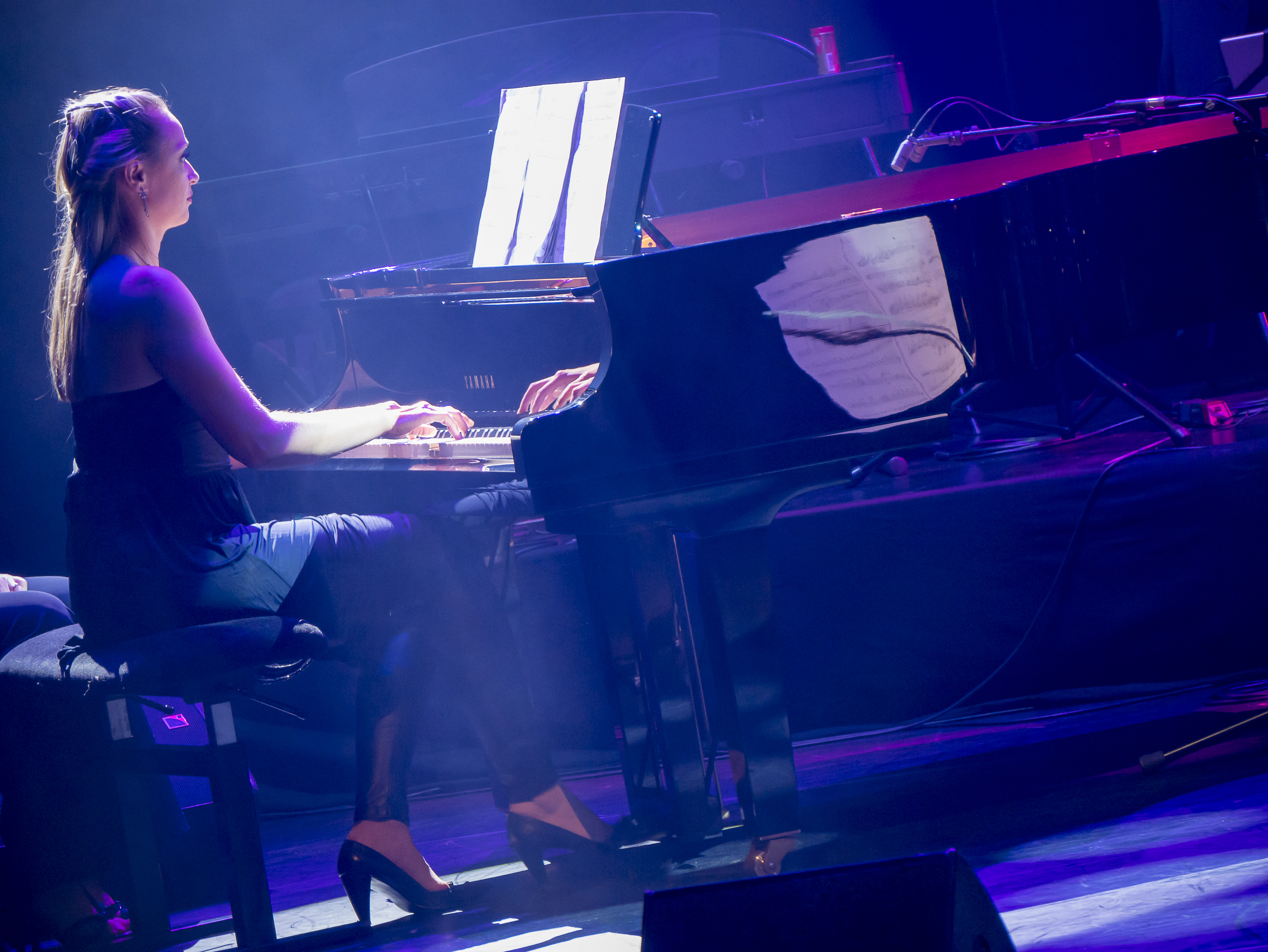
Rossitza Milevska, pianiste, en concert en France, en 2018.

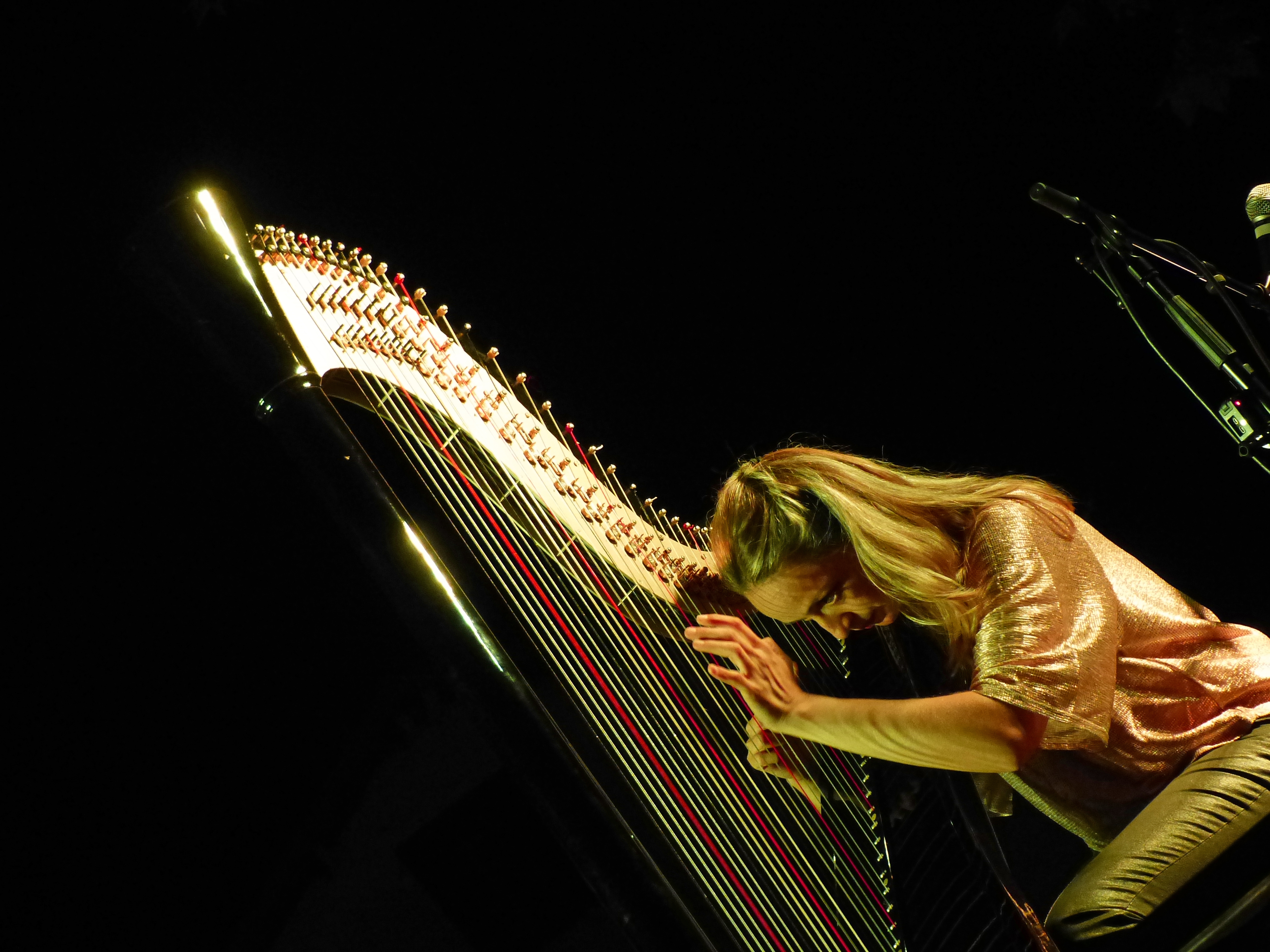
Rossitza Milevska, harpiste jazz.

#### Rossitza Milevska Trio
Rossitza Milevska Trio est composé de trois musiciens : Rossitza Milevska à la harpe et au chant, un contrebassiste ou un bassiste, un batteur. 
Le trio est unique en Europe. Il a été récompensé, pour son originalité et sa qualité, dans de nombreux festivals de jazz et de world music, dont le Tremplin Jazz Off du Nice Jazz Festival. En 2012, Rossitza est primée à deux reprises au Tremplin Jazz à Porquerolles : prix du soliste et prix du public avec le Milevska Trio.
Le 14 février 2014, au théâtre Lino Ventura à Nice, le trio assure la première partie du pianiste Tigran Hamasyan.
Leur dernier album Tri a été salué par le journaliste de jazz, Serge Baudot : « Elle a un phrasé absolument jazz, personnel, des attaques guitares, du punch, mais aussi du lyrisme comme dans ce si prenant « Oblivion » de Piazzolla. »
En août 2018, le trio se produit au Noia Harp Fest, en Espagne.

#### Duo Eclectica
Rossitza Milevska forme depuis plusieurs années le Duo Eclectica avec Peggy Polito (piano et chant).
Avec une harpe, un piano et deux voix, elles ont créé un duo unique en son genre. Elles proposent des arrangements pour leurs instruments, des reprises, et y ajoutent une touche d'humour scénique. 

#### Autres réalisations musicales
Rossitza Milevska a collaboré avec la chanteuse Kristel Adams, en l'accompagnant à la harpe lors de concerts intitulés Prières du monde en 8 langues.
Elle a joué une série de « Concert sous hypnose » avec le saxophoniste Geoffrey Secco, dans deux théâtres parisiens : l'Appolo Théâtre et le Théâtre des Feux de la rampe. 
Rossitza Milevska est cheffe de chœur de l'antenne de Saint-Laurent-du-Var, pour la plus grande chorale d'Europe, Le Chœur du Sud, fondée par Frank Castellano. 
En 2016 et 2017, la musicienne co-arrange une comédie musicale Il était une fois Broadway, en collaboration avec l'Harmonie Aurélienne et David Tallent, afin de récolter des fonds pour des enfants dans le besoin.

#### Style musical et instruments
Rossitza Milevska interprète aussi bien le répertoire classique que romantique, moderne et jazz : Brahms, Chostakovitch, Debussy ou  Spain de Chick Corea, Raul Midon, Birdlandde Joe Zawinul, en passant par Piazzolla. L'artiste est membre de la SACEM en tant que compositrice. Elle joue de la pop et du jazz, avec son propre style. Elle a développé le terme de Popharp. La revue, Le Bien Public, l'appelle « harpiste magicienne ». Son timbre de voix acidulée évoque les voix bulgares.
Rossitza joue principalement sur Little Big Blue, une harpe à pédales électro-acoustique et sur une harpe électrique Baby Blue,  du facteur de harpes français Les Harpes Camac.

#### Enseignement
Depuis 2004, Rossitza Milevska enseigne le piano, le chant et les musiques actuelles amplifiées à l’école de musique municipale Jacques-Melzer de Fréjus. Elle propose aussi des masterclass de harpe jazz, de jazz ou de chant, dans les conservatoires européens.
Elle a participé à des concerts et des masterclass, aux World Harp Congress, à Amsterdam en 2008 et Vancouver en 2011.

## Discographie
- 2006 : Popharp (Rossitza Milevska) pop
- 2007 : Concert à Quatre (avec le Harpe Riviera Quatuor) musique classique
- 2011 : As I am (Rossitza Milevska) jazz et pop
- 2014 : Tri (Milevska Trio) jazz
- 2016 : Element of Sun  (Geoffrey Secco)[23] electro-jazz
- 2019 : STEPS  (Rossitza Milevska)[24] jazz et pop

## Récompenses
- 1994 : prix de harpe, concours international « Jeunes Talents musicaux » à Sofia, Bulgarie
- 1996 : 1er prix de harpe, concours international « Jeunes Talents musicaux » à Sofia
- 2000 : prix spécial du compositeur Tzenko Minkin pour la meilleure interprétation d’une œuvre imposée, concours international de harpe, Sofia
- 2008 : Milevska Trio gagne le Tremplin Jazz du Nice Jazz Festival
- 2012 : Milevska Trio, prix du public - Tremplin Jazz à Porquerolles
- 2012 : prix du soliste, Tremplin Jazz à Porquerolles[25]
- 2012 : Milevska Trio gagnante de l’Auvernier Jazz Contest , Suisse
- 2012 : prix spécial du jury, Tremplin Jazz en baie du mont Saint-Michel
- 2013 : gagnante du Tremplin Music Contest Jazz, Antibes - Juan Les Pins

## Sites officiels
www.rossitzamilevska.com
www.popharp.com